# Fernando Marco
Fernando Marco (Valencia, 1885 - 1965) fue un ilustrador, dibujante, historietista y pionero del cine de animación español.

## Biografía
Se educó en la Escuela de Bellas Artes de San Carlos. Empezó en 1914, ilustrando dos volúmenes de la Biblioteca de la Juventud de Ediciones de La Lectura, y algunas revistas y números extraordinarios de Las Provincias hasta que Gregorio Martínez Sierra le encargó hacer las portadas de la Editorial Renacimiento. Ilustró también un Diccionario de la Real Academia de la Lengua y trabajó también para la colección "Cuentos de Calleja en Colores" de Editorial Calleja; desaparecida la editorial Renacimiento, hizo el mismo trabajo para La Novela Mundial y dibujó exlibris para del Museo del Prado y la Biblioteca Nacional, así como carteles para anuncios industriales; publicó asimismo algunos dibujos en Blanco y Negro. Fue el director de la primera película de animación española, El toro fenómeno (1917), estrenada en 1919. Sus últimos trabajos fueron ilustraciones para discos de fonógrafo